# Pietro Balestra (scultore)
Pietro Balestra (Siena, 1672 circa – Siena, dopo il 1729) è stato uno scultore italiano del tardobarocco.

## Biografia
È conosciuto per i suoi lavori in marmo a Dresda, in particolare Meleagro uccisore di Caledonio, Venere ed Amore, e Borea nell'atto di rapire Orizia.

## Opere
- Meleagro uccisore di Caledonio
- Venere ed Amore
- Borea nell'atto di uccidere Orizia
- Il Tempo che allontana la Bellezza
- Cardinale Decio Azzolino
- Papa Pio III (Duomo di Siena)

## Galleria d'immagini

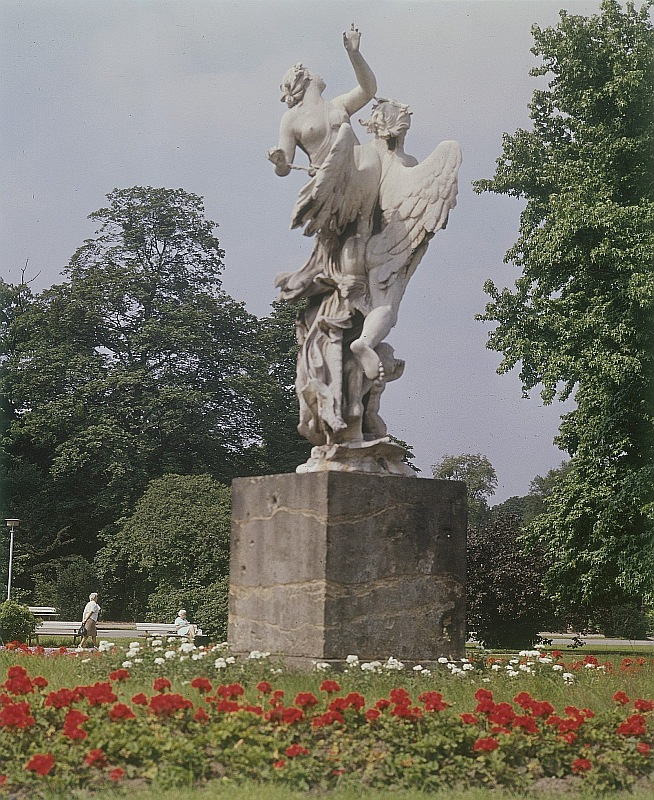
Il Tempo che allontana la Bellezza
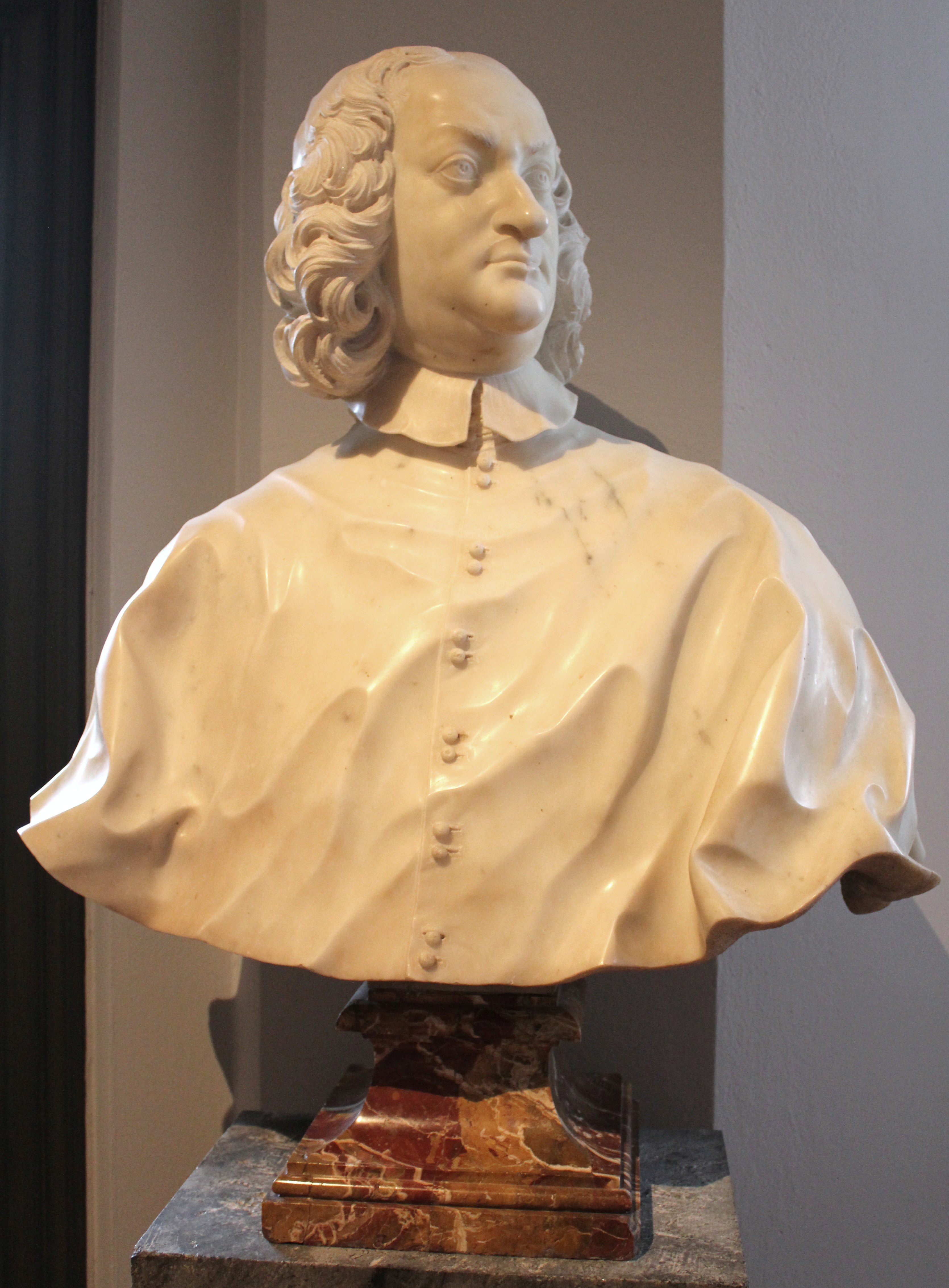
Il Cardinale Decio Azzolino
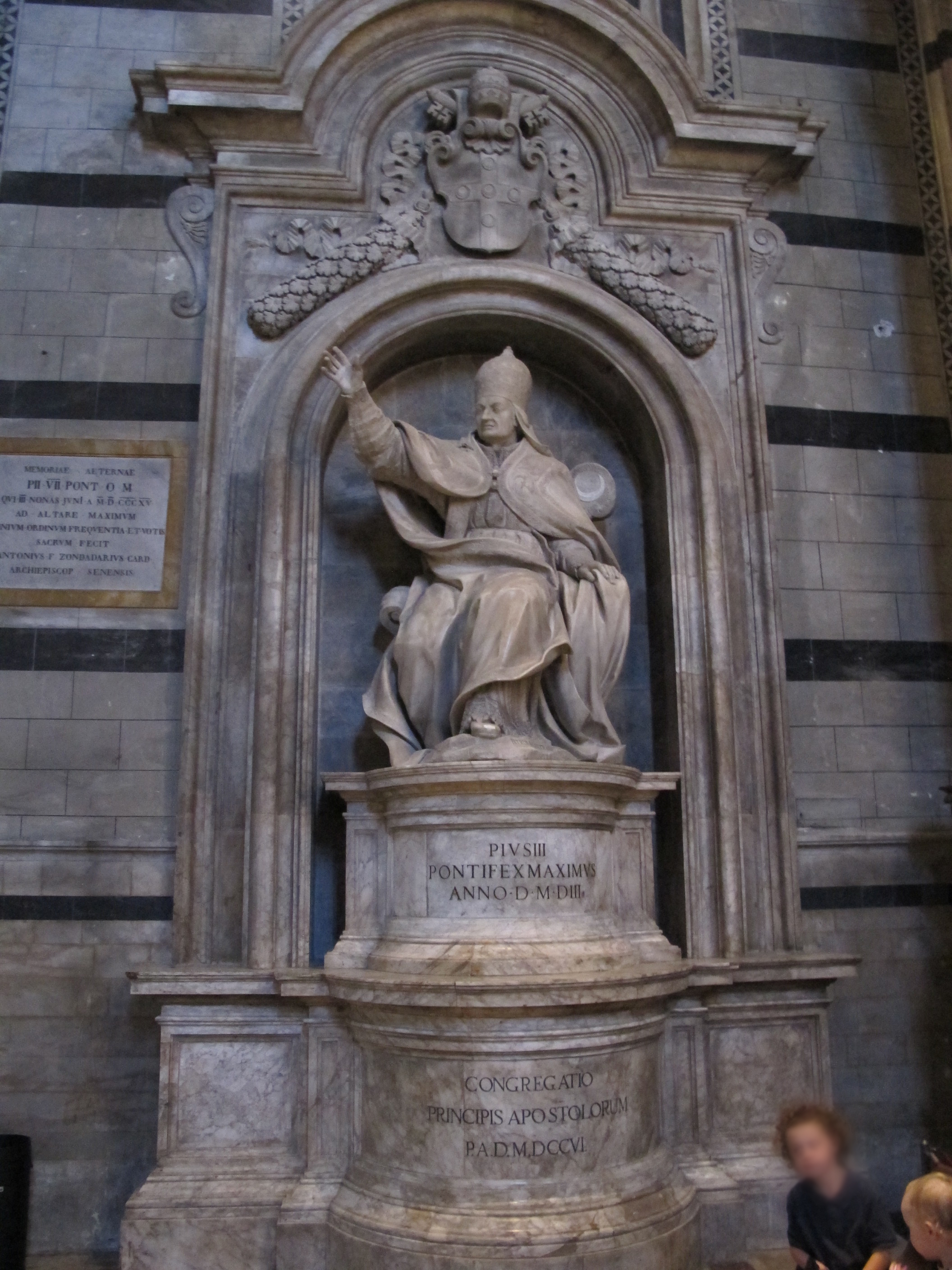
Papa Pio III (Duomo di Siena